# Панорамиране (камера)
В кинематографията и фотографията панорамирането означава завъртане на неподвижна или видеокамера хоризонтално от фиксирана позиция. Това движение е подобно на движението на човек, когато завърта главата си отляво надясно. В полученото изображение гледката сякаш „минава покрай“ зрителя, като нови материали се появяват от едната страна на екрана и излизат от другата, въпреки че линиите на перспектива разкриват, че цялото изображение се вижда от фиксирана гледна точка.
Терминът панорамиране произлиза от панорама, което предполага обширна гледка, която надхвърля границите на погледа, принуждавайки зрителя да обърне глава, за да види всичко. Панорамирането, с други думи, е техника за постепенно разкриване и включване на пространство извън екрана в изображението.
Панорамирането никога не трябва да се бърка с проследяване или „пътуване“, при което камерата не просто се завърта, но е физически изместена наляво или надясно, обикновено като се върти успоредно на обекта.
Във видео технологията панорамирането се отнася до хоризонталното превъртане на изображение, по-широко от дисплея.
За 3D моделиране в компютърната графика панорамирането означава движение успоредно на текущата равнина на изглед. С други думи, камерата се движи перпендикулярно на посоката, в която е насочена.
Техниката също има ограничени приложения в статичната фотография.
В други дисциплини това движение се нарича отклонение.

## Използване на панорамиране в статична фотография
Когато снимате движещ се обект, техниката на панорамиране се постига чрез задържане на обекта в същата позиция на рамката по време на експозицията. Времето на експозиция трябва да е достатъчно дълго, за да позволи на фона да се замъглен заради движението на камерата, докато фотографът следва обекта във визьора.
Точната дължина на експозицията, която е необходима, зависи от скоростта, с която се движи обектът, фокусното разстояние на обектива и разстоянието от обекта и фона. Автомобил от Формула 1, движещ се по права, може да позволи на фотографа да постигне замъглен фон на 1/250 секунда, докато фотографът може да се наложи да работи толкова бавно, колкото 1/40, за да постигне същото количество замъгляване за снимка на бягащ човек. 
По-бързата скорост на затвора, позволена от бързо движещи се обекти, е по-лесна за заснемане в плавно панорамна снимка. При по-бавно движещи се обекти рискът е, че панорамното движение ще бъде рязко, а също така е по-трудно да се задържи обектът в същата позиция на кадъра за по-дълъг период от време.
За да подпомогнат заснемането на панорамни снимки, фотографите използват помощни средства като стативи и моноподи, които улесняват завъртането на камерата в една равнина, като същевременно я поддържат стабилна в останалите.